# Caroline af Storbritannien
Prinsesse Caroline Elisabeth af Storbritannien (engelsk: Caroline Elizabeth) (10. juni 1713 – 28. december 1757) var en britisk prinsesse, der var datter af kong Georg 2. af Storbritannien og Caroline af Ansbach.

## Biografi
Caroline blev født i Tyskland, hvor hendes farfar Georg Ludvig var kurfyrste af Hannover. Da farfaderen blev konge i Storbritannien og faderen blev britisk tronfølger i år 1714, fulgte hun med resten af familien til London. 
Caroline var sine forældres favorit og blev beskrevet som retfærdig, venlig og talentfuld. Efter sigende var hun ulykkeligt forelsket i den gifte hofmand, Lord Hervey, om hvem det blev påstået, at han havde flere affærer med både Carolines bror Frederik Ludvig og flere hofdamer. Efter Herveys død i 1743 blev Caroline ramt af en dyb depression, trak sig tilbage fra offentligheden og isolerede sig i sit hjem resten af livet. 
Hun døde som 44-årig den 28. december 1757 i St. James's Palace i London og blev begravet i Westminster Abbey.

## Eksterne links
- Wikimedia Commons har flere filer relateret til Caroline af Storbritannien